# Спектакли Московского Художественного театра
Спектакли, поставленные в Московском Художественном театре до его раскола, представлены в хронологическом порядке

## Период 1898—1917 годов

### 1898—1901
- 1898 — «Царь Фёдор Иоаннович» А. К. Толстого. Режиссёры-постановщики К. С. Станиславский и Вл. И. Немирович-Данченко, режиссёр А. А. Санин, художник В. А. Симов. Роли исполняли: Фёдор Иоаннович — Иван Москвин, Борис Годунов — Александр Вишневский, Иван Шуйский — Василий Лужский, Ирина — Ольга Книппер и Маргарита Савицкая, Василий Шуйский — Всеволод Мейерхольд, Клешнин — А. Санин. Премьера состоялась 14 октября. Во время гастрольного турне театра по Европе и США в 1922—1924 годах состав исполнителей был полностью обновлён: Фёдора в очередь с Москвиным играл Василий Качалов, царицу Ирину — Ф. В. Шевченко, Годунова — В. Л. Ершов, Ивана Шуйского — К. Станиславский, княжну Мстиславскую — Ангелина Степанова, Шаховского — Виктор Станицын.
- 1898 — «Венецианский купец» У. Шекспира. Постановка К. С. Станиславского и А. А. Санина, художник В. А. Симов. Роли исполняли: Шейлок — А. Вишневский, Порция — Н. Бромлей, принц Арагонский — Вс. Мейерхольд, Саларино — И. Москвин. Комедии в раннем МХТ вообще, по словам И. Соловьёвой, терпели неудачи; С. С. Голоушев в «Московском вестнике» написал, что «труппа г. Немировича и Станиславского провалила шекспировского „Шейлока“». «Венецианский купец» прошёл всего 10 раз[1][2].
- 1898 — «Потонувший колокол» Г. Гауптмана. Спектакль был перенесён на сцену МХТ из Общества искусства и литературы; режиссёры К. С. Станиславский и А. А. Санин, художник В. А. Симов[2]
- 1898 — «Трактирщица» К. Гольдони. Спектакль выдержал всего 7 представлений[1].
- 1898 — «Чайка» А. П. Чехова. Режиссёры К. С. Станиславский и Вл. И. Немирович-Данченко, художник В. А. Симов. Роли исполняли: Нина Заречная — Мария Роксанова, Тригорин — К. Станиславский, Аркадина — О. Книппер, Треплев — Вс. Мейерхольд, Маша — М. Лилина, Сорин — В. Лужский. Премьера состоялась 17 декабря
- 1899 — «Эдда Габлер» Г. Ибсена. Роли исполняли: Левборг — К. Станиславский, Тея Эльфштедт — М. Лилина
- 1899 — «Дядя Ваня» А. П. Чехова. Режиссёры К. С. Станиславский и Вл. И. Немирович-Данченко. Роли исполняли: Серебряков — В. Лужский, Елена Андреевна — О. Книппер, Соня — М. Лилина, Астров — К. Станиславский
- 1899 — «Смерть Иоанна Грозного» А. К. Толстого. Режиссёры К. С. Станиславский и Вл. И. Немирович-Данченко. В ролях: Иоанн Грозный — Вс. Мейерхольд, К. С. Станиславский, Фёдор — И. Москвин
- 1899 — «Антигона» Софокла. Роли исполняли: Креон — В. Лужский, Тирезий — Вс. Мейерхольд
- 1899 — «Двенадцатая ночь» У. Шекспира. Роли исполняли: сэр Тоби — В. Лужский. Спектакль выдержал всего 8 представлений[1].
- 1899 — «Одинокие» Г. Гауптмана. Режиссёры К. С. Станиславский и Вл. И. Немирович-Данченко. Роли исполняли: Фокерат — В. Лужский, Кете — М. Андреева, Иоганнес — Вс. Мейерхольд
- 1899 — «Возчик Геншель» Г. Гауптмана. В ролях: Возчик Геншель — В. Лужский
- 1900 — «Снегурочка» А. Н. Островского. Постановка К. С. Станиславского, А. А. Санина; художник В. А. Симов. Роли исполняли: Снегурочка — М. Лилина, Лель — М. Андреева
- 1900 — «Когда мы, мертвые, пробуждаемся» Г. Ибсена. Режиссёр Вл. И. Немирович-Данченко.
- 1900 — «Доктор Штокман» («Враг народа») Г. Ибсена. Роли исполняли: Штокман — К. Станиславский, Бургомистр — В. Лужский
- 1901 — «Три сестры» А. П. Чехова. Режиссёры К. С. Станиславский и Вл. И. Немирович-Данченко. Роли исполняли: Андрей — В. Лужский, Ольга — Савицкая, Маша — О. Книппер, Ирина — М. Андреева, Наташа — М. Лилина, Вершинин — К. Станиславский, Тузенбах — Вс. Мейерхольд, В. Качалов, Солёный — М. Громов, Чебутыкин — А. Артём. Премьера состоялась 31 января[3].
- 1901 — «Дикая утка» Г. Ибсена
- 1901 — «Микаэль Крамер» Г. Гауптмана. В ролях: Лиза Беншт — М. Лилина, Мунт; Микаэль Крамер — К. Станиславский, Арнольд — И. Москвин, Михалина — Андреева, Лахман — В. Лужский,

### 1902—1905
- 1902 — «Мещане» М. Горького. Режиссёр-постановщик К. С. Станиславский, режиссёр В. В. Лужский. Художник В. А. Симов. В ролях: Бессеменов — В. Лужский

- 1902 — «На дне» М. Горького. Режиссёры К. С. Станиславский и Вл. И. Немирович-Данченко. Художник В. А. Симов. Роли исполняли: Сатин — К. Станиславский, Наташа — М. Андреева, Лука — И. Москвин, Барон — В. Качалов, Настя — О. Книппер, Васька Пепел — Л. Леонидов, Бубнов — В. Лужский
- 1902 — «Власть тьмы» Л. Н. Толстого. Режиссёр К. С. Станиславский, худ. В. А. Симов. Роли исполняли: Митрич — Станиславский и И. А. Тихомиров,  Матрёна — А. И. Помялова, Акулина — Николаева, Анисья — Н. С. Бутова, Марина — Алексеева, Марфа — В. Ф. Грибунина, Анютка — Халютина, Аким — Артем
- 1902 — «Столпы общества» Г. Ибсена. Режиссёр Вл. И. Немирович-Данченко. Роли исполняли: Бетти — М. Лилина, Карл — И. Москвин
- 1903 — «Юлий Цезарь» У. Шекспира. Режиссёр Вл. И. Немирович-Данченко.
- 1904 — «Вишнёвый сад» А. П. Чехова. Режиссёры К. С. Станиславский и Вл. И. Немирович-Данченко. Роли исполняли: Раневская — О. Книппер, Гаев — К. Станиславский, Аня — М. Лилина, Петя Трофимов — В. Качалов, Епиходов — И. Москвин, Фирс — В. Лужский
- 1904 — «Иванов» А. П. Чехова. Режиссёр Вл. И. Немирович-Данченко. Роли исполняли: Иванов — В. Качалов, Сарра — О. Книппер, Лебедев — В. Лужский, Шабельский — К. Станиславский
- 1904 — «Блудный сын» С. А. Найденова. В ролях: Надежда Михайловна — М. Лилина
- 1904 — «Слепые», «Непрошенная», «Там, внутри» — одноактные пьесы М. Метерлинка
- 1905 — «Иван Мироныч» Е. Н. Чирикова. Роли исполняли: Иван Мироныч — В. Лужский
- 1905 — «Привидения» Г. Ибсена
- 1905 — «Дети солнца» М. Горького. Режиссёры К. С. Станиславский и Вл. И. Немирович-Данченко. Роли исполняли: Лиза — М. Андреева

### 1906—1911
- 1906 — «Горе от ума» А. С. Грибоедова Постановка К. С. Станиславского и Вл. И. Немировича-Данченко. Художник В. Симов, Н. Колупаев, М. Добужинский. Роли исполняли: Фамусов — К. Станиславский, Лиза — М. Лилина, Репетилов — В. Лужский, Загорецкий — И. Москвин, Гостья — А. Коонен. Премьера состоялась 26 сентября
- 1906 — «Бранд» Г. Ибсена. Постановка Вл. И. Немировича-Данченко и В. В. Лужского. Роли исполняли: Бранд — В. Качалов, бургомистр Фохт — В. Лужский
- 1907 — «Борис Годунов» А. С. Пушкина. Постановка Вл. И. Немировича-Данченко. Роли исполняли: Василий Шуйский — В. Лужский. Как пишет И. Соловьёва, в отличие от шекспировского «Юлия Цезаря», ставшего триумфом Немировича, «Борис Годунов» потерпел провал[4]
- 1907 — «Драма жизни» К. Гамсуна. Роли исполняли: госпожа Карено — М. Лилина
- 1907 — «Жизнь Человека» Л. Н. Андреева. Постановка К. С. Станиславского. В ролях: Гостья — М. Лилина
- 1907 — «Стены» С. А. Найденова. В ролях: Матрёна — М. Лилина
- 1908 — «Синяя птица» Мориса Метерлинка. Постановка К. С. Станиславского, режиссёры Л. А. Сулержицкий и И. М. Москвин. Художник В. Е. Егоров. Роли исполняли: Митиль — А. Коонен, Тильтиль — С. Халютина
- 1908 — «Росмерсхольм» Г. Ибсена. Постановка Вл. И. Немировича-Данченко.
- 1908 — «Ревизор» Н. В. Гоголя. Постановка К. С. Станиславского и Вл. И. Немировича-Данченко, режиссёр И. М. Москвин. Художник В. А. Симов. Премьера состоялась 18 декабря

- 1909 — «У царских врат» К. Гамсуна. В ролях: Элина — М. Лилина
- 1909 — «Анатэма» Л. Андреева. Постановка Вл. И. Немировича-Данченко.
- 1909 — «Месяц в деревне» И. С. Тургенева. Постановка К. С. Станиславского, режиссёр И. М. Москвин. Художник М. В. Добужинский. В ролях: Ракитин — К. Станиславский, Большенцов — В. Лужский. Премьера состоялась 9 декабря
- 1910 — «На всякого мудреца довольно простоты» А. Н. Островского. Постановка Вл. И. Немировича-Данченко. Роли исполняли: Глумов — В. Качалов, Мамаев — В. Лужский, Крутицкий — К. Станиславский, Голутвин — И. Москвин
- 1910 — «Братья Карамазовы» по Ф. М. Достоевскому, инсценировка В. Немировича-Данченко. Постановка В. Немировича-Данченко, режиссёр Л. Леонидов; художник В. Симов. Спектакль показывался в течение 2-х вечеров; впервые был введён чтец. Роли исполняли: Фёдор Павлович Карамазов — В. Лужский, Митя — Л. Леонидов, Иван — В. Качалов, Алёша — Готовцев, Смердяков — Воронов, Григорий — Уралов, Катерина Ивановна — Гзовская, Грушенька — М. Германова, Снегирёв — И. Москвин, Арина Петровна — Бутова, Перхотин — Н. Подгорный, судебный следователь — Сушкевич. Премьера состоялась 12 октября.
- 1911 — «У жизни в лапах» К. Гамсуна. Роли исполняли: Гиле — В. Лужский
- 1911 — «Вишнёвый сад» А. П. Чехова. Роли исполняли: Варя — М. Лилина
- 1911 — «Живой труп» Л. Н. Толстого. Постановка Вл. И. Немировича-Данченко. Роли исполняли: Протасов — И. Москвин, Анна Дмитриевна — М. Лилина, Маша — А. Коонен, Абрезков — В. Лужский
- 1911 — «Гамлет» У. Шекспира. Постановка Гордона Крэга, режиссёры К. С. Станиславский, Л. А. Сулержицкий. Художники Гордон Крэг, Сапунов (костюмы). Роли исполняли: Гамлет — В. Качалов, Гертруда — О. Книппер-Чехова, Клавдий — Н. Массалитинов. Премьера состоялась 23 декабря

### 1912—1917
- 1912 — «Провинциалка» И. С. Тургенева. Роли исполняли: граф Любин — К. Станиславский, Дарья Ивановна — М. Лилина
- 1912 — «Где тонко, там и рвётся» И. С. Тургенева. В ролях: Вера Николаевна — М. Лилина
- 1912 — «Екатерина Ивановна» Л. Андреева. Режиссёр Вл. И. Немирович-Данченко.
- 1912 — «Пер Гюнт» Г. Ибсена. В ролях: Анитра — А. Коонен
- 1912 — «Нахлебник» И. С. Тургенева. Режиссёр Вл. И. Немирович-Данченко.
- 1913 — «Брак по неволе» Ж. Б. Мольера.
- 1913 — «Мнимый больной» Ж. Б. Мольера. В ролях: Арган — К. Станиславский
- 1913 — «Николай Ставрогин» по мотивам романа Ф. М. Достоевского «Бесы». Режиссёр-постановщик Вл. И. Немирович-Данченко, режиссёр В. В. Лужский. Художник М. В. Добужинский. Роли исполняли: Хромоножка — М. Лилина
- 1914 — «Смерть Пазухина» М. Е. Салтыкова-Щедрина. Режиссёр-постановщик Вл. И. Немирович-Данченко, режиссёр И. Москвин. Роли исполняли: Прокофий Пазухин — И. Москвин, Лобастов — В. Лужский
- 1914 — «Хозяйка гостиницы» К. Гольдони. В ролях: Кавалер — К. Станиславский
- 1914 — «Мысль» Л. Андреева. Режиссёр Вл. И. Немирович-Данченко.
- 1915 — «Каменный гость» А. С. Пушкина. Режиссёр Вл. И. Немирович-Данченко.
- 1915 — «Моцарт и Сальери» А. С. Пушкина. Роли исполняли: Сальери — К. Станиславский, Слепой старик — В. Смышляев
- 1916 — «Будет радость» Д. Мережковского. Режиссёр Вл. И. Немирович-Данченко.
- 1917 — «Село Степанчиково» по Ф. М. Достоевскому. В ролях: Фома Опискин — И. Москвин

## Советская эпоха

### 1918—1929 годы
- 1920 — «Каин» Д. Байрона. Режиссёры К. С. Станиславский и Вишневский; художник Андреев.
- 1921 — «Ревизор» Н. В. Гоголя. Режиссёр К. С. Станиславский, художник К. Ф. Юон. Роли исполняли: Хлестаков — Михаил Чехов, Анна Андреевна — М. Лилина
- 1924 — «Битва жизни» по Ч. Диккенсу
- 1925 — «Пугачёвщина» К. А. Тренёва. Режиссёр-постановщик Вл. И. Немирович-Данченко, режиссёры Лужский, Леонидов. Художник Степанов. Роли исполняли: Федосий — В. Лужский, Державин — В. Вербицкий
- 1926 — «Николай I и декабристы» А. Р. Кугеля и К. К. Тверского по роману Д. С. Мережковского. Художественный руководитель постановки К. С. Станиславский, режиссёр Литовцева; художники Кардовский, Симов. Роли исполняли: Бенкендорф — В. Вербицкий. Премьера состоялась 19 мая
- 1926 — «Продавцы славы» М.Паньоля и П.Нивуа. Художественный руководитель постановки К. С. Станиславский, режиссёры В. Лужский, Н. Горчаков. Художник Исаков. Роли исполняли: Башлэ — В. Лужский, граф де Льевиль — В. Вербицкий
- 1926 — «Горячее сердце» А. Островского. Режиссёр-постановщик К. С. Станиславский, режиссёры М. Тарханов, И. Судаков. Роли исполняли: Хлынов — И. Москвин, Курослепов — Грибунин, Матрёна — Шевченко, Градобоев — М. Тарханов
- 1926 — «Дни Турбиных» М. А. Булгакова. Художественный руководитель постановки К. С. Станиславский, режиссёр Илья Судаков. Художник Н. Ульянов. Роли исполняли: Алексей Турбин — Н. Хмелёв, Елена — В. Соколова, Николка — И. Кудрявцев, Тальберг — В. Вербицкий, Лариосик — М. Яншин, Шервинский — М. Прудкин, Фон Шратт — Виктор Станицын, Студзинский — Е. Калужский, Мышлаевский — Б. Добронравов, Гетман — В. Ершов. Премьера — 5 октября
- 1927 — «Безумный день, или Женитьба Фигаро» П. О. Бомарше. Режиссёр-постановщик К. С. Станиславский, режиссёры Е. Телешева, Б. Вершилов; художник А. Головин. Роли исполняли: Фигаро — Н. Баталов, Альмавива — Ю. Завадский, Бартоло — В. Лужский
- 1927 — «Сёстры Жерар» В. Масса по мелодраме Деннери и Кормона «Две сиротки». Художественный руководитель постановки К. С. Станиславский, режиссёры Н. Горчаков, Телешова; художники Щусев, Симов, Гремиславский)
- 1927 — «Бронепоезд 14-69» Вс. Иванова. Художественный руководитель постановки К. С. Станиславский, режиссёры И. Судаков, Н. Литовцева, художник В. Симов. В ролях: Вершинин — В. Качалов, Пеклеванов — Н. Хмелёв, Семён Семёнович — А. Вишневский, Васька-Окорок — Н. Баталов, Синь Бен-у — М. Кедров, Семёнов — Б. Добронравов, Незеласов — М. Прудкин, Обаб — Станицын, Надежда Львовна — О. Книппер-Чехова и М. Лилина, Маша — А. Тарасова, Варя — О. Андровская, Серёжа — А. Комиссаров. Премьера — 8 ноября
- 1928 — «Унтиловск» Л. Леонова. Художественный руководитель постановки К. С. Станиславский, режиссёр Сахновский; художник Крымов В ролях: Манюкин — В. Лужский
- 1928 — «Растратчики» В. Катаева. Художественный руководитель постановки К. С. Станиславский, режиссёр И. Судаков, художник И. Рабинович. В ролях: Янина — М. Лилина
- 1928 — «Квадратура круга» В. Катаева. Художественный руководитель постановки Вл. И. Немирович-Данченко, режиссёр Н. Горчаков, художник Козлинский
- 1929 — «Блокада» Вс. Иванова. Режиссёры Вл. И. Немирович-Данченко и Судаков, художник И. Рабинович.
- 1929 — «Дядюшкин сон» Ф. М. Достоевского Художественный руководитель постановки Вл. И. Немирович-Данченко, режиссёры Сахновский, Котлубай; художник Зандин

### 1930—1935 годы
- 1930 — «Три толстяка» Ю. К. Олеши Художественный руководитель постановки Вл. И. Немирович-Данченко, режиссёры И. М. Москвин, Н. Горчаков, Е. Телешева. Премьера — 24 мая
- 1930 — «Воскресение» Л. Н. Толстого. Режиссёр Вл. И. Немирович-Данченко. В ролях: от автора — В. Качалов, Катюша Маслова — К. Еланская, Нехлюдов — Ершов.
- 1931 — «Страх» А. Афиногенова. Режиссёр И. Судаков, художник Шифрин. В ролях: Бородин — Л. М. Леонидов, Кимбаев — Б. Ливанов
- 1931 — «Хлеб» В. Киршона. Режиссёр И. Судаков, художник Шифрин
- 1931 — «Дядюшкин сон» по Ф. М. Достоевскому. Роли исполняли: Карпухина — М. Лилина
- 1932 — «Мёртвые души» по поэме Н. В. Гоголя, инсценировка М. Булгакова. Художественный руководитель постановки К. С. Станиславский, режиссёры В. Сахновский, Е. Телешева. Художники В. Симов, В. Дмитриев, И. Гремиславский. Роли исполняли: Чичиков — В. Топорков, Манилов — М. Кедров, Собакевич — М. Тарханов, Плюшкин — Леонидов, Ноздрёв — И. Москвин и Б. Ливанов, Коробочка — М. Лилина и А. Зуева, Губернатор — В. Станицын. Премьера — 28 ноября.
- 1933 — «Таланты и поклонники» А. Островского. Художественный руководитель постановки К. С. Станиславский, режиссёр Литовцева, художники Крымов, Гремиславский. В главных ролях: Негина — А. К. Тарасова, Мелузов — И. М. Кудрявцев и С. Г. Яров, Нароков — В. И. Качалов, Великатов — В. Л. Ершов, Дулебов — В. А. Вербицкий, Бакин — М. И. Прудкин.
- 1933 — «В людях» по М. Горькому, инсценировка Сухотина. Режиссёр М. Н. Кедров, худ. Иванов. Роли исполняли: Семенов — М. Тарханов, Уланов — Ю. Кольцов
- 1934 — «Егор Булычов и другие» М. Горького. Художественный руководитель постановки Вл. И. Немирович-Данченко, режиссёр В. Сахновский; художник К. Юон. В роли Булычева — Леонидов
- 1934 — «Чудесный сплав» В. Киршона. Режиссёр Б. Мордвинов, художник М. Левин
- 1934 — «Пиквикский клуб» по Ч. Диккенсу, инсценировка Н. Венкстерн. Режиссёр В. Станицын. Художник П. Вильямс. Премьера — 1 декабря
- 1934 — «Гроза» А. Островского. Режиссёры Вл. И. Немирович-Данченко и И. Судаков; художник Рабинович.
- 1935 — «Враги» М. Горького. Режиссёры Вл. И. Немирович-Данченко и М. Кедров. Художник В. В. Дмитриев. Роли исполняли: Захар Бардин — В. Качалов, Николай Скроботов — Н. Хмелев, Татьяна Луговая — А. Тарасова, Полина Бардина — О. Л. Книппер-Чехова, Левшин — А. Грибов, Синцов — М. Болдуман, Яков Бардин — В. Орлов, Печенегов — М. Тарханов, Рябцев — Ю. Кольцов
- 1935 — «Платон Кречет» А. Корнейчука. Режиссёр И. Судаков. Роли исполняли: Платон Кречет — Б. Добронравов, Берест — В. Топорков

### 1936—1943 годы
- 1936 — «Мольер» М. А. Булгакова. Режиссёр Н. Горчаков. Художник П. Вильямс. Премьера — 16 февраля
- 1936 — «Любовь Яровая» К. Тренёва. Режиссёр-постановщик Вл. И. Немирович-Данченко, режиссёр И. Судаков.
- 1937 — «Анна Каренина» по Л. Н. Толстому. Режиссёр-постановщик Вл. И. Немирович-Данченко, режиссёр В. Сахновский, художник В. Дмитриев. В ролях: Анна — А. Тарасова, Каренин — Н. Хмелев, Вронский — М. Прудкин, Стива Облонский — В. Станицын, М. Названов (с 1957 г.), Бетси — А. Степанова, Вронская — М. Лилина. Премьера состоялась 21 апреля
- 1937 — «Земля» Н. Вирты (по его роману «Одиночество»)
- 1938 — «Горе от ума» А. С. Грибоедова. Режиссёр Вл. И. Немирович-Данченко.
- 1938 — «Достигаев и другие» А. М. Горького. Режиссёры Леонидов, Раевский; художник В. Рындин.
- 1939 — «Тартюф» Ж. Б. Мольера. Режиссёр М. Кедров (работа над спектаклем была начата К. Станиславским. В ролях: Оргон — В. Топорковым.
- 1939 — «Половчанские сады» Л. Леонова. Режиссёр Вл. И. Немирович-Данченко.
- 1939 — «Трудовой хлеб» А. Островского. Руководитель постановки В. Сахновский, режиссёры А. Грибов, Н. Подгорный, художник Кисимов
- 1940 — «Три сестры» А. П. Чехова. Постановка Вл. И. Немирович-Данченко, режиссёры Н. Литовцева, И. Раевский; художник В. Дмитриев. Роли исполняли: Маша — А. Тарасова, Ольга — К. Еланская, Ирина — А. Степанова и И. Гошева, Андрей — В. Станицын, Тузенбах — Н. Хмелев, Солёный — Б. Ливанов, Чебутыкин — А. Грибов, Кулыгин — В. Орлов, Вершинин — Болдуман. Премьера остоялась 24 апреля[3]
- 1940 — «Школа злословия» Р. Шеридана. Руководитель постановки В. Сахновский, режиссёры Н. Горчаков и П. Ларгин, художник Н. Акимов
- 1942 — «Кремлёвские куранты» Н. Погодина. Режиссёры Вл. И. Немирович-Данченко, М. О. Кнебель. В ролях: Ленин — А. Грибов, инженер Забелин — Н. Хмелев, матрос Рыбаков — Б. Ливанов. В 1943 году спектакль был удостоен Сталинской премии I степени.
- 1942 — «Фронт» А. Корнейчука. Режиссёры Н. Хмелев, Б. Ливанов, Раевский, М. Яншин, худ. В. Дмитриев.
- 1943 — «Последние дни» («Пушкин») М. Булгакова. Режиссёры В. Станицын, В. Топорков, художник П. Вильямс
- 1943 — «Глубокая разведка» А. Крона. Режиссёр М. Кедров, художник В. Татлин, композитор А. Хачатурян
- 1943 — «Русские люди» К. Симонова. Художественный руководитель постановки Н. Хмелев, режиссёры В. Станицын, М. Кнебель, художник В. Дмитриев).

### 1944—1950 годы
- 1944 — «Последняя жертва» А. Н. Островского. Режиссёры Н. Хмелев, Е. Телешева, Г. Конский, художник В. Дмитриев. В ролях: Юлия — А. Тарасова, Флор Федулыч — И. Москвин
- 1945 — «Офицер флота» А. Крона
- 1946 — «Идеальный муж» О. Уайльда. Режиссёры В. Станицын, Конский, художник Гремиславский. Роли исполняли: лорд Горинг — П. Массальский,  Роберт Чилтерн — М. Названов (с 1957 г.), П. Массальский (с 1961 г.)
- 1946 — «Иван Грозный» («Трудные годы») А. Н. Толстого. Режиссёр А. Д. Попов, М. Кнебель; художник П. Вильямс.
- 1947 — «Победители» Б. Чирскова. Режиссёры В. Станицын, Конский, художник П. Вильямс
- 1947 — «Дядя Ваня» А. П. Чехова. Режиссёры М. Кедров, Литовцева, И. Судаков; художник В Дмитриев. В роли Войницкого — Б. Добронравов
- 1947 — «Русский вопрос» К. Симонова. Режиссёры М. Кедров, А. Карев, Конский, художник Гремиславский
- 1947 — «Алмазы» Н.Асанова. Режиссёры В. Станицын, Раевский, И. Судаков, художник Федотов
- 1947 — «Дни и ночи» К. Симонова. Режиссёры М. Кедров, Герасимов, Карев; художник Шифрин.
- 1948 — «Лес» А. Н. Островского. Постановка М. Кедрова, режиссёры В. Орлов, В. Топорков, художник В. Дмитриев
- 1948 — «Двенадцать месяцев» С. Я. Маршака Режиссёры В. Станицын, Н. Горчаков, П. Лесли, художник Б. Волков.
- 1948 — «Хлеб наш насущный» Н. Вирты. Режиссёры И. Судаков, М. Кнебель; художник В. Дмитриев
- 1948 — «Зелёная улица» А. А. Сурова. Режиссёр-постановщик М. Кедров, режиссёр А. Карев; художник В. Волков.
- 1949 — «Поздняя любовь» А. Н. Островского. Режиссёры Н. Горчаков, М. Яншин; художник Федотов
- 1949 — «Заговор обреченных» Н. Вирты. Режиссёры Конский, В. Марков; художник Васильев
- 1949 — «Домби и сын» по Ч. Диккенсу, инсценировка Н. Венкстерн. Режиссёр В. Станицын, художник В. Волков
- 1949 — «Илья Головин» С. Михалкова. Режиссёры Н. Горчаков, В. Топорков, М. Яншин; художник Веселкин
- 1949 — «Чужая тень» К. Симонова. Режиссёр-постановщик М. Кедров, режиссёр Карев; художник Васильев
- 1949 — «Мещане» А. М. Горького. Руководитель постановки М. Кедров, режиссёры Блинников, И. Раевский; художник Веселкин.
- 1950 — «Вторая любовь» по Е.Мальцеву, инсценировка Н. Венкстерн. Режиссёры В. Станицын, Блинников, художник В. Волков
- 1950 — «Разлом» Б. Лавренёва. Режиссёры В. Станицын, И. Раевский; художник Шифрин.

### 1951—1956 годы
- 1951 — «Потерянный дом» С. Михалкова. Режиссёр Карев; художник Матвеев
- 1951 — «Плоды просвещения» Л. Толстого. Режиссёры М. Кедров, Литовцева, П. В. Лесли; художник Васильев. В ролях: Звездинцев — В. Станицын, Звездинцева — Л. Коренева, 2-й мужик — А. Грибов, 3-й мужик — Грибков, Бетси — А. Степанова, Вово — П. Массальский, Кругосветлов — В. Топорков, Григорий — В. Белокуров.
- 1952 — «Залп „Авроры“» М. Большинцова, М. Чиаурели. Режиссёр-постановщик М. Кедров, режиссёры А. Карев, В. Станицын, художник Н. Шифрин.
- 1953 — «Дачники» А. М. Горького. Режиссёр-постановщик М. Кедров, режиссёр В. Орлов; художник Веселкин
- 1953 — «Ломоносов» Вс. Иванова. Режиссёр-постановщик Б. Н. Ливанов, режиссёр В. Марков, художник Ходасевич
- 1953 — «Ангел-хранитель из Небраски» А. Якобсона. Режиссёр Конский, художник Волков
- 1954 — «За власть Советов» В. Катаева. Режиссёры М. Кедров, Н. Горчаков, Герасимов, художник Плахова
- 1954 — «Сердце не прощает» А. Софронова. Режиссёр Блинников, художник Матвеев
- 1954 — «Лермонтов» Б. Лавренева. Режиссёры В. Станицын, И. Раевский, художник Пенсов.
- 1955 — «Двенадцатая ночь» У. Шекспира. Режиссёры В. Станицын, П. Массальский; художник Ходасевич.
- 1956 — «Осенний сад» Л. Хеллман. Режиссёры Н. Горчаков, Конский; художник Силич
- 1956 — «Кремлёвские куранты» Н. Погодина (2-я редакция). Режиссёры М. Кнебель, И. Раевский, В. Марков; художники В. Дмитриев, Серебрякова. В ролях: Ленин — Б. Смирнов, Забелин — Б. Н. Ливанов, Часовщик — Б. Петкер
- 1956 — «Забытый друг» А. Салынского. Режиссёры В. Белокуров, Ковшов; художник Васильев
- 1956 — «Беспокойная старость» Л. Рахманова. Режиссёр Н. Горчаков, художник Силич. В роли Полежаева — Ю. Кольцов

### 1957—1960 годы
- 1957 — «Дворянское гнездо» по И. С. Тургеневу. Режиссёр-постановщик М. Яншин, режиссёр П. Лесли; художник В. Волков
- 1957 — «Мария Стюарт» Ф. Шиллера. Режиссёр В. Станицын; художник Эрдман. В ролях: Мария Стюарт — А. Тарасова, К. Головко, Л. Сухолинская, С. Коркошко, Елизавета — А. Степанова, Е. Ханаева
- 1957 — «Безымянная звезда» М. Себастьяну. Режиссёр-постановщик М. Кнебель, режиссёр В. Марков, художник Курилко
- 1957 — «Ученик дьявола» Б. Шоу. Режиссёры Г. Конский, Ю. Недзвецкий, художник Силич. Роли исполняли: Ричард Даджен — Владлен Давыдов, Энтони Андерсон — Сергей Лукьянов, Джудит — Раиса Максимова, Миссис Даджен — Вера Попова, Кристофер Даджен — Леонид Харитонов, Эсси — Нина Гуляева, Генерал Бергойн — Григорий Конский, Михаил Названов, Майор Суиндон — Владимир Муравьёв. Спектакль был записан на радио в 1958 году.
- 1957 — «Золотая карета» Л. Леонова. Режиссёр-постановщик В. Станицын, режиссёры В. Орлов, П. А. Марков, художник Силич. В ролях: Щелканова — К. Еланская, Берёзкин — В. Орлов, Рахума — Б. Петкер, Тимоша — Л. Губанов
- 1958 — «Зимняя сказка» У. Шекспира. Режиссёр-постановщик М. Кедров, режиссёр Карев, художник Рындин
- 1958 — «Дмитрий Стоянов» Б. Левантовской. Режиссёр В. Богомолов, художник В. Лесков
- 1958 — «Дорога через Сокольники» В.Раздольского. Режиссёр В. Монюков, художник А. Пенсов
- 1958 — «Вишневый сад» А. П. Чехова. Режиссёр В. Станицын, художник Силич
- 1958 — «Лиса и виноград» Г. Фигейредо. Режиссёр Лесли, художник Б. Эрдман; композитор К. Молчанов. Роли исполняли: Эзоп — В. Топорков, Ксанф — Б. Петкер, Клея — А. Андреева, Мели — Л. Сухолинская, Агностос — Михаил Названов, М. Зимин
- 1958 — «Третья, патетическая» Н. Погодина. Режиссёры М. Кедров, Н. Богомолов, художник Батурин
- 1958 — «Юпитер смеется» А. Кронина. Режиссёры А. Карев, Н. Ковшов, художник Васильев
- 1959 — «Всё остаётся людям» С. Алёшина. Режиссёры Г. Конский, Ю. Недзвецкий, художник Силич
- 1959 — «Битва в пути» по повести Г. Николаевой, инсценировка Г. Герасимова. Режиссёр-постановщик В. Станицын, режиссёр В. Монюков; художник Б. Эрдман.
- 1960 — «Чайка» А. П. Чехова. Режиссёры В. Станицын, И. Раевский, художник Шифрин. Роли исполняли: Аркадина — А. Тарасова, Треплев — Ю. Пузырёв, Полина АНдреевна — О. Андровская, Нина Заречная — Т. Лаврова, Маша — Т. Ленникова
- 1960 — «Смерть коммивояжера» А. Миллера. Режиссёры А. Карев, О. Герасимов; художник Рабинович
- 1960 — «Братья Карамазовы» по Ф. М. Достоевскому, инсценировка Б. Ливанова. Режиссёр-постановщик Б. Н. Ливанов; режиссёры П. Марков и В. Марков. Художник Гончаров. В ролях: Фёдор Павлович Карамазов — М. Прудкин, Митя — Б. Н. Ливанов, Иван — Б. Смирнов, Алёша — Н. Алексеев, А. Вербицкий, Смердяков — В. Грибков, Катерина Ивановна — Л. Кошукова, М. Юрьева, Грушенька — Г. Попова. Т. Доронина
- 1960 — «Кукольный дом» Г. Ибсена. Режиссёр М. Тарханов, художник Б. Эрдман. В роли Норы — В. Калинина
- 1960 — «Точка опоры» С. Алёшина. Режиссёры Г. Конский, Ю. Недзвецкий; художник Васильев

### 1961—1970 годы
- 1961 — «Цветы живые» Н. Погодина. Режиссёры В. Станицын, А. Карев, И. Тарханов, художник Э. Стенберг
- 1961 — «Над Днепром» А. Корнейчука. Режиссёры Кедров, Блинников, Раевский, художник Веселкин
- 1961 — «Три толстяка» Ю. К. Олеши, М. Горюнова. Режиссёры В. Богомолов, М. Горюнов, художник Л. Батурин.
- 1961 — «Хозяин» И. Соболева. Режиссёры Б. Ливанов, П. Марков, В. Марков, художник Гончаров
- 1962 — «Убийца» Б. Шоу. Режиссёр Топчиев, художественный консультант П. Марков, художник Силич
- 1962 — «Милый лжец» Дж. Килти. Режиссёр И. Раевский, художник Л. Батурин. Патрик Кэмпбелл — А. Степанова, Бернард Шоу — А. Кторов
- 1962 — «Дом, где мы родились» («Третья сестра») П.Когоута. Режиссёр Монюков, художник Стенберг.
- 1963 — «Друзья и годы» Л. Зорина. Режиссёр Петров, художник И. Сумбаташвили
- 1963 — «Без вины виноватые» А. Н. Островского. Режиссёр В. Орлов, художник В. Талалай. В ролях: Кручинина — А. Тарасова, Коринкина — А. Андреева, Незнамов — А. Вербицкий, О. Стриженов.
- 1963 — «Бронепоезд 14-69» Вс. Иванова. Режиссёры И. Раевский, Н. Ковшов; художник Волков
- 1963 — «Платон Кречет» А. Корнейчука. Режиссёр Блинников, под руководством М. Кедрова, художники Е. Коваленко, В. Кривошеина
- 1964 — «Иду на грозу» по Д. Гранину. Режиссёр В. Богомолов, художник Э. Стенберг
- 1964 — «Егор Булычев и другие». Режиссёр-постановщик Б. Ливанов, режиссёр И. Тарханов, художник Гончаров. В роли Булычова — Б. Ливанов, Ксения — А. Георгиевская, Мелания — К. Еланская, Варвара — Е. Ханаева, Антонина — В. Калинина
- 1964 — «Свет далекой звезды» А.Чаковского и П. Павловского. Режиссёр-постановщик В. Станицын, режиссёр О. Герасимов, художник Волков.
- 1966 — «Ревизор» Н. В. Гоголя. Постановка М. Н. Кедрова, режиссёр Н. Д. Ковшов. Художник А. П. Васильев. Роли исполняли: Городничий — В. В. Белокуров , Анна Андреевна — О. Н. Андровская, Хлестаков — В. М. Невинный, Хлопов — Б. Я. Петкер, Земляника — А. Н. Грибов, Ляпкин-Тяпкин — Л. Ф. Золотухин, Бобчинский — А. М. Комиссаров, Добчинский — В. О. Топорков, Растаковский — В. А. Попов, Осин — С. К. Блинников, Пошлёпкина — А. П. Зуева. Премьера состоялась 29 декабря.
- 1968 — «Чайка» А. П. Чехова. Режиссёр Б. Н. Ливанов, сценограф Э. Г. Стенберг. В ролях: Аркадина — А. Степанова, Тригорин — Л. Губанов, Треплев — О. Стриженов, Нина Заречная — С. Коркошко, И. Акулова, Маша — И. Мирошниченко, Сорин — Г. Колчицкий, Дорн — Л. Иванов, В. Давыдов
- 1970 — «О женщине» Э. С. Радзинского. Режиссёр Б. Львов-Анохин. Художник Э. Стенберг. В ролях: Ирина Николаевна — Т. Доронина.
- 1970 — «Село Степанчиково и его обитатели» по Ф. М. Достоевскому. Режиссёр — В. Богомолов. Художник — А. Окунь

### МХАТ при О. Ефремове (1970—1987)

#### 1970—1978
- 1971 — «Дульсинея Тобосская» А. Володина. Постановка О. Ефремова; художник И. Димент, костюмы Г. Селектор. Роли исполняли: Альдонса — Т. Доронина, Л. Стриженова, Н. Назарова, отец Альдонсы — В. Орлов, Д. Шутов, мать Альдонсы — А. Зуева, К. Ростовцева, синьора Тереса — А. Георгиевская, Л. Кудрявцева, А. Андреева, дон Луис — О. Ефремов, Л. Губанов, А. Дик
- 1971 — «Последние» М. Горького. Постановка О. Ефремова; режиссёр В. П. Салюк; художник А. Понсов, костюмы В. Зайцева
- 1971 — «Потусторонние встречи» Л. Гинзбурга. Сценическая редакция В. Монюкова. Постановка и режиссура О. Ефремова, В. Монюкова. Художник П. Белов
- 1971 — «Валентин и Валентина» М. Рощина. Руководитель постановки О. Ефремов режиссёр-стажёр В. Кузенков. Художник Л. Столярова.
- 1972 — «Сталевары» Г. К. Бокарева. Режиссёр-постановщик О. Ефремов совм. с Л. Монастырским. Художник И. Сумбаташвили
- 1973 — «Старый Новый год» М. Рощина. Режиссёр-постановщик О. Ефремов, режиссёры О. Герасимов и В. Сергачёв; художники А. Спешнева, Н. Серебряков.
- 1973 — «Соло для часов с боем» О. Заградника. Постановка О. Ефремова и А. Васильева (режиссёр-стажёр), художник И. Попов. Роли исполняли: Франтишек Абель — М. Яншин и Б. Петкер, пан Райнер — А. Грибов, З; Тобольцев, пани Конти — О. Андровская (последняя роль), И. Гошева, пан Хмелик — М. Прудкин, инспектор Мич — В. Станицын; П. Массальский, Павел — В. Абдулов, Ю. Меншагин, Даша — И. Мирошниченко, Н. Вихрова, Е. Кондратова. Премьера состоялась 13 декабря
- 1973 — «Сон разума» А. Вальехо. Постановка О. Ефремова; художник Й. Свобода. Роли исполняли: Гойя — М. Болдуман, М. Зимин, Леокадия — А. Андреева-Бабахан, В. Завгородняя, Л. Кудрявцева.
- 1974 — «Иван и Ваня» Л. Чекалова. Постановка О. Ефремова; художник В. Николаев, костюмы М. Летичевской
- 1975 — «Медная бабушка» Л. Зорина. Постановка О. Ефремова; режиссёр-стажёр А. Васильев. Художник И. Попов, костюмы Т. Осьмеркиной.
- 1975 — «Жизнь Галилея» Б. Брехта. В роли Галилея — А. Попов
- 1975 — «Заседание парткома» А. Гельмана. Постановка О. Ефремова; художник И. Попов
- 1975 — «Сладкоголосая птица юности» Т. Уильямса. Постановка В. Шиловского, руководитель постановки О. Ефремов; художник Б. Мессерер, костюмы В. Араловой
- 1975 — «Нина» А. Кутерницкого. Художник Э. Стенберг. МХАТ им. М. Горького.
- 1975 — «Эшелон» М. Рощина. Режиссёр А. Эфрос, художник Д. Боровский
- 1976 — «Уходя, оглянись!» Э. Володарского. Руководитель постановки О. Ефремов. Постановка Е. Радомысленского; художник С. Бенедиктов
- 1976 — «Иванов» А. П. Чехова. Постановка О. Ефремова, режиссёр С. Десницкий. Художник Д. Боровский; костюмы Л. Кусаковой. Музыкальное оформление В. Немировича-Данченко. Роли исполняли: Иванов — И. Смоктуновский, Анна Петровна (Сарра) — Е. Васильева, И. Мирошниченко, Шабельский — М. Прудкин, Е. Евстигнеев, Лебедев — А. Попов, Ю. Леонидов. Л. Губанов, Зинаида Савишна — Е. Ханаева, К. Головко, Саша — E. Кондратова и И. Акулова, Львов — Е. Киндинов, Борк — В. Невинный, Б. Щербаков, Косых — В. Сергачёв, Авдотья Назаровна — А. Степанова, Г. Калиновская, С. Гаррель. Премьера состоялась 26 декабря
- 1977 — «Дачники» М. Горького. Постановка и режиссура В. П. Салюка. Художник И. Г. Сумбаташвили. Роли исполняли: Басов — Л. И. Губанов, Варвара Михайловна — С. И. Коркошко, Калерия — М. В. Юрьева, Влас — Б. В. Щербаков, Суслов — Н. В. Пеньков, Юлия Филипповна — Л. В. Стриженова, Дудаков — А. В. Семенов, Ольга Алексеевна — Е. Г. Королева, Шалимов — А. А. Калягин, Рюмин — А. Я. Дик, Марья Львовна — И. С. Саввина, Соня — Л. Н. Мартынова, Двоеточие — В. С. Давыдов, Замыслов — В. О. Абдулов, Зимин — А. А. Серский, Пустобайка — Ю. Н. Пузырев. Премьера состоялась 19 февраля.
- 1977 — «Обратная связь» А. Гельмана. Постановка О. Ефремова; художник Й. Свобода, костюмы Н. Фоминой. Роли исполняли: Сакулин — И. Смоктуновский
- 1977 — «Святая святых» И. Друцэ, Руководитель постановки О. Ефремов. Режиссёр В. Салюк; художник И. Сумбаташвили. В роли Марии — С. И. Коркошко.
- 1978 — «Эльдорадо» А. Соколовой. Постановка О. Ефремова; художник С. Бенедиктов

#### 1979—1987
- 1979 — «Утиная охота» А. Вампилова. Постановка О. Ефремова; режиссёр А. Мягков. Художник Д. Боровский. В ролях: Официант — А. Петренко.
- 1979 — «Мы, нижеподписавшиеся» А. Гельмана. Постановка О. Ефремова; режиссёр Е. Радомысленский. Художник В. Левенталь
- 1980 — «Чайка» А. П. Чехова. Постановка О. Н. Ефремова; режиссёр Н. Скорик; художник-постановщик В. Левенталь; музыкальное оформление Василия Немировича-Данченко. В ролях: Аркадина — Т. Лаврова, Треплев — А. Мягков, Нина Заречная — А. Вертинская, Маша — Е. Васильева, А. Вознесенская, Тригорин — А. Калягин, Дорн — И. Смоктуновский, Сорин — В. Давыдов и А. Попов, Полина Андреевна — И. Саввина. Премьера состоялась 9 июля.
- 1980 — «Возчик Геншель» Г. Гауптмана. Постановка В. П. Салюка. Художник: В. Вольский. В ролях: Возчик Геншель — А. Петренко, Фрау Геншель — Р. Максимова, Ганна Шель — С. Коркошко, Зибенгар — Ю. Богатырев, Жорж — Б. Щербаков, Франц — С. Ганшин, Берта — А. Крутикова, Барышник Вальтер — Г. Шевцов, Вермельскирх — С. Десницкий, Фрау Вермельскирх — Л.Евстигнеева, Франциска — И. Юревич, Фабиг — А.Стариков, Гауфе — А. Семёнов. Премьера состоялась 18 декабря.
- 1981 — «Наедине со всеми» А. Гельмана. Постановка О. Ефремова; режиссёр И. Власов. Художник Д. Боровский
- 1981 — «Так победим!» М. Шатрова. Постановка О. Ефремова; режиссёр Р. Сирота. Художник Н. Ткачук, костюмы Е. Афанасьевой. Роли исполняли: Ленин — А. Калягин
- 1981 — «Отец и сын» Ф. Кафки. Постановка М. Розовскиого. В роли отца Кафки — А. Попов
- 1981 — «Тартюф» Ж. Мольера. Постановка А. Эфроса; художник Д. Крымов. В ролях: госпожа Пернель — А. Степанова и Р. Максимова, Оргон — А. Калягин, Эльмира — А. Вертинская, Клеант — Ю. Богатырёв, С. Десницкий, Тартюф — С. Любшин, Дорина — Н. Гуляева. Премьера состоялась 10 октября
- 1982 — «Живой труп» Л. Н. Толстого. Постановка А. Эфроса, художник Д. Крымов
- 1983 — «Амадей» П. Шеффера. Постановка М. Г. Розовского; художник А. Коженкова. Роли исполняли: Сальери — О. П. Табаков, Иосиф II — В. Давыдов. Премьера состоялась 28 декабря
- 1984 — «Господа Головлёвы» по М. Е. Салтыкову-Щедрину. Постановка Л. Додина. Художник Э. С. Кочергин. В ролях: Порфирий Головлёв — И. Смоктуновский, Арина Петровна — А. Георгиевская, Аннинька — Е. Васильева
- 1984 — «Скамейка» А. Гельмана. Художественный руководитель постановки О. Ефремов; режиссёр М. Мокеев; художник В. Левенталь. Роли исполняли: Она — Т. Доронина, Он — О. Табаков, В. Гатаев.
- 1985 — «Дядя Ваня» А. Чехова. Постановка О. Ефремова; режиссёр Н. Скорик; художник В. Левенталь. Роли исполняли: Серебряков — В. Давыдов, Е. Евстигнеев, позже И. Смоктуновский, Елена Андреевна — А. Вертинская и И. Мирошниченко, Соня — Я. Лисовская и В. Якунина, Войницкая — С. Пилявская и И. Саввина, Войницкий — А. Мягков, И. Смоктуновский, Астров — О. Борисов и О. Ефремов
- 1985 — «Серебряная свадьба» А. Мишарина. Постановка О. Ефремова; режиссёр Р. Сирота; художник Д. Боровский
- 1985 — «Кроткая» по Ф. М. Достоевскому. Постановка Л. Додина; художник Э. Кочергин. Роли исполняли: Он — О. Борисова, Она — Т. Шестакова, В. Якунина, Ефимович — А. Голиков, В. Жолобов, Лукерья — Б. Захарова, Н. Назарова
- 1986 — «Чокнутая (Зинуля)» А. Гельмана. Художественный руководитель постановки О. Ефремов; режиссёр Н. Скорик. Художник В. Левенталь
- 1986 — «Тамада» А. М. Галина. Постановка К. М. Гинкаса
- 1987 — «Перламутровая Зинаида» М. Рощина. Постановка О. Ефремова; режиссёр Н. Скорик; художник В. Левенталь